# Mama Do (Uh Oh, Uh Oh)
"Mama Do (Uh Oh, Uh Oh)" – debiutancki singel Pixie Lott z jej pierwszego studyjnego albumu zatytułowanego Turn It Up. Został wydany 6 czerwca 2009 roku w Wielkiej Brytanii. Premiera albumu jest planowana na wrzesień 2009 roku. Słowa piosenki zostały napisane przez Lott oraz przez Phila Thornalleya i Madsa Hauge'a, którzy także zajęli się produkcją. Pixie Lott w wypowiedzi dla Digital Spy oznajmiła, że utwór mówi o "wykradaniu się z domu, aby spotkać się z konkretną osobą bez wiedzy twoich rodziców".

## Teledysk
Teledysk do piosenki został wydany w sekcji "news" na profilu MySpace wokalistki. Klip rozpoczyna się sceną w której Pixie leży w łóżku. Nagle z podkołdry wyłaniają się jakieś dłonie i klaszczą. Pixie wchodzi do kołdry, gdzie spotyka koleżanki i razem idą do szatni. Dostają się tam przez drzwi, w kształcie szafki szatniowej. Tam się przebierają. Potem idą do różowego pokoju, gdzie się malują i tańczą. Potem przyjeżdża gang i grają w klaskanie. Pixie wygrywa z szefem gangu. Potem Pixie jest pokazana na motocyklu w okularach przeciwsłonecznych. Na koniec klipu wraca do łóżka i któraś z rąk zdejmuje jej okulary.

## Lista utworów
Singel CD
1. "Mama Do (Uh Oh, Uh Oh)"
2. "Want You"

Digital Download – iTunes
1. "Mama Do (Uh Oh, Uh Oh)"
2. "Use Somebody"

Digital EP
1. "Mama Do (Uh No, Uh Oh)" (Linus Loves Vocal)
2. "Mama Do (Uh No, Uh Oh)" (Bimbo Jones Vocal)
3. "Mama Do (Uh No, Uh Oh)" (T2 Remix)
4. "Mama Do (Uh No, Uh Oh)" (Donae'o Remix Radio Edit)

## Historia wydania
| Region          | Data            | Format                      | Wytwórnia             |
| --------------- | --------------- | --------------------------- | --------------------- |
| Wielka Brytania | 8 czerwca 2009  | digital download, singel CD | Mercury Records       |
| Brazylia        | 18 czerwca 2009 | digital download            | Universal Music Group |

## Notowania
| Notowanie (2009)          | Pozycja |
| ------------------------- | ------- |
| Eurochart Hot 100 Singels | 5       |
| UK Singles Chart          | 1       |
| Irlandzka Singles Chart   | 13      |